# Thalia (grație)

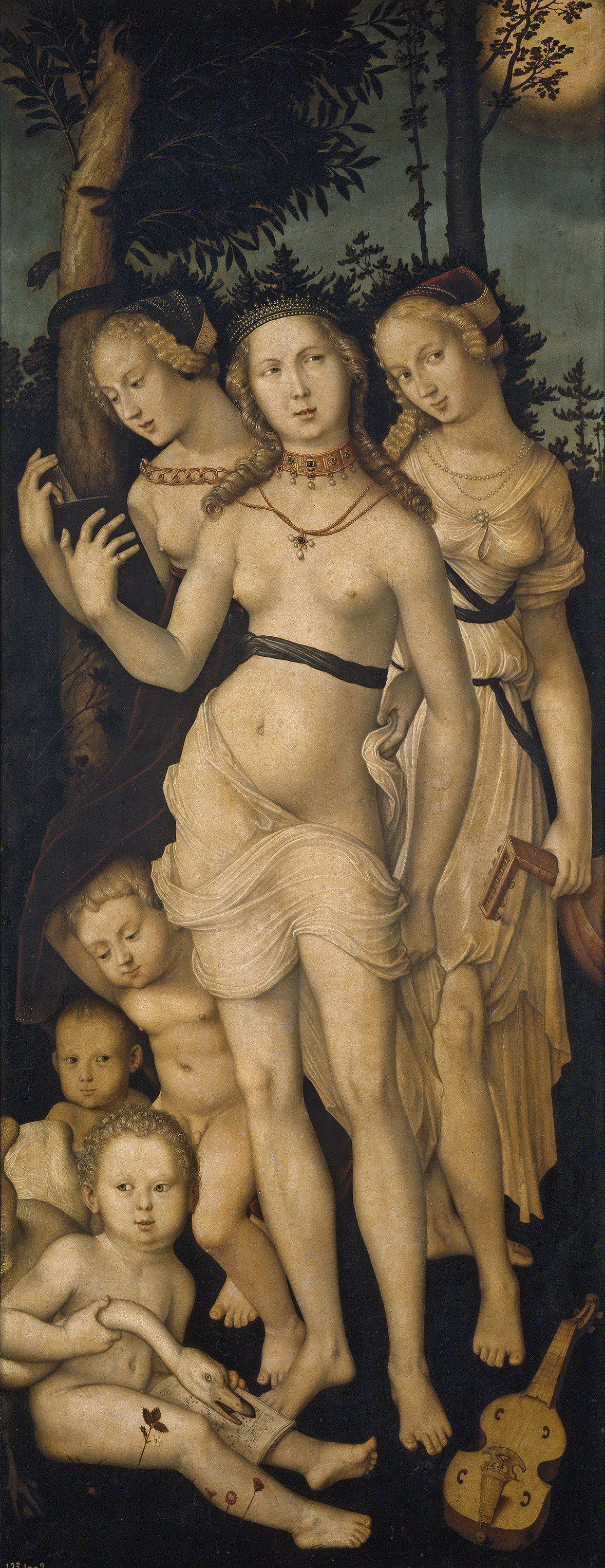
Cele Trei Grații, de Hans Baldung.

Thalia (în greacă veche Thalía, „Abundența”) a fost, în religia grecească antică, una dintre cele trei Grații, alături de surorile ei Aglaea și Euphrosyne. Ele erau fiicele lui Zeus și fie ale oceanidei Eurynome, fie ale Eunomiei, zeița disciplinei și a bunei rânduieli. Thalia a fost zeița festivităților și a banchetelor îmbelșugate. Cuvântul grecesc thalia este un adjectiv folosit cu referire la banchete, având sensul de bogat, îmbelșugat, luxuriant și abundent. Cele trei Grații sunt reprezentate, de obicei, ca dansând într-un cerc. 

## În cultura populară
- Thalia (ca una din cele Trei Grații) este menționată în cartea Era de diamant a lui Neal Stephenson.
- Thalia Grace este un semizeu din seria Percy Jackson & the Olympians.